# Comté de Jackson (Virginie-Occidentale)
Pour les articles homonymes, voir Jackson et Comté de Jackson.
Le comté de Jackson est un comté des États-Unis situé dans l’État de Virginie-Occidentale. Il a été créé en 1831 avec des parties des comtés de Kanawha, Wood et Mason. En 2000, la population était de 28 000 habitants. Son siège est Ripley. Le nom du comté vient du septième président des États-Unis Andrew Jackson. La frontière ouest du comté suit la rivière Ohio.

## Principales villes
- Ravenswood
- Ripley